# Zaburina colombiana
Zaburina colombiana är en skalbaggsart som beskrevs av Saylor 1945. Zaburina colombiana ingår i släktet Zaburina och familjen Melolonthidae. Inga underarter finns listade i Catalogue of Life.